# إيرنيستو روسي (سياسي)
إيرنيستو روسي (بالإيطالية: Ernesto Rossi) (و. 1897 – 1967 م) هو سياسي، وصحفي، واقتصادي إيطالي، ولد في كازيرتا، توفي في روما، عن عمر يناهز 70 عاماً.

## روابط خارجية
- إيرنيستو روسي على موقع ديسكوغز (الإنجليزية)